# Recetor
Recetor es un municipio colombiano ubicado en el departamento de Casanare. Su jurisdicción tiene una extensión de 182 km² y una población de 1.387 habitantes. Se encuentra sobre la vertiente oriental de los Andes colombianos, a una altitud de 800 m s. n. m., con una temperatura promedio de 22 °C. Posee un centro poblado: Pueblo Nuevo.

## Historia
Recetor fue colonizado el 17 de marzo de 1740 por misioneros jesuitas y fue elevado a categoría de municipio mediante Ordenanza de Boyacá en 1959. Los primeros colonos llegaron del departamento de Boyacá, provenientes principalmente de los municipios de Miraflores, Berbeo, Páez y Campohermoso.

## Geografía
Recetor tiene una extensión de 182 km², de los cuales, 0.5 km² corresponden al área urbana y 181.5 km² al área rural.

### Límites
Recetor limita al norte con el departamento de Boyacá; al oriente con el municipio de Aguazul; al sur con los municipios de Tauramena y Chámeza y al occidente con el municipio de Chámeza.

## Economía
Las principales actividades económicas son el cultivo de pancoger (agricultura de subsistencia), extracción rudimentaria de sal de los pozos aledaños al río Recetoreño, la cría y ceba ganado, la producción de panela y cultivos de lulo, plátano y aguacate.